# Arnsberg
Arnsberg is een stad en gemeente in de Duitse deelstaat Noordrijn-Westfalen, gelegen in de Hochsauerlandkreis. De gemeente telt 73.487 inwoners (31 december 2020) op een oppervlakte van 193,72 km². Naburige steden zijn onder andere Werl (27 km), Soest (23 km), Meschede (24 km) en Dortmund (56 km).
In deelgemeente Herdringen is het Slot Herdringen gelegen.

## Geschiedenis
Arnsberg was in de middeleeuwen hoofdstad van het Graafschap Arnsberg, dat later tot het Keurvorstendom Keulen ging behoren.
Arnsberg was lid van de Hanze.

## Delen van Arnsberg

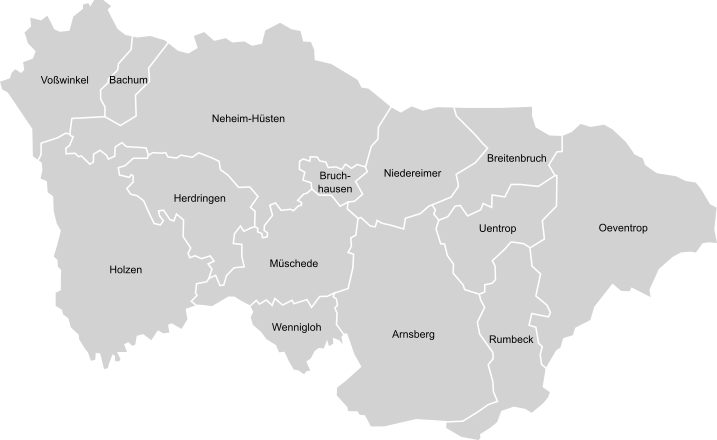
Stadsdelen gemeente Arnsberg

De stad Arnsberg omvat de volgende delen:
| - Arnsberg (19.355) - Bachum (959) - Breitenbruch (219) - Bruchhausen (3.337) - Herdringen (4.118) | - Holzen (2.022) - Hüsten (11.304) - Müschede (2.870) - Neheim (23.448) - Niedereimer (2.082) | - Oeventrop (6.713) - Rumbeck (1.305) - Uentrop (346) - Voßwinkel (2.544) - Wennigloh (1.004) |

## Geboren
- Frederik van Werl-Arnsberg (1075-1124), graaf
- Wilhelm Hasenclever (1837-1889), politicus en journalist
- Fritz Cremer (1906-1993), beeldhouwer
- Lothar Collatz (1910-1990), wiskundige
- Dieter-Julius Cronenberg (1930-2013), politicus
- Franz Müntefering (1940), politicus
- Andrea Fischer (1960), politicus
- Andrea Evers (1967-2025), gezondheidspsycholoog en hoogleraar
- Rouven Schröder (1975), voetballer en sportbestuurder
- Daniel Ginczek (1991), voetballer

## Afbeeldingen

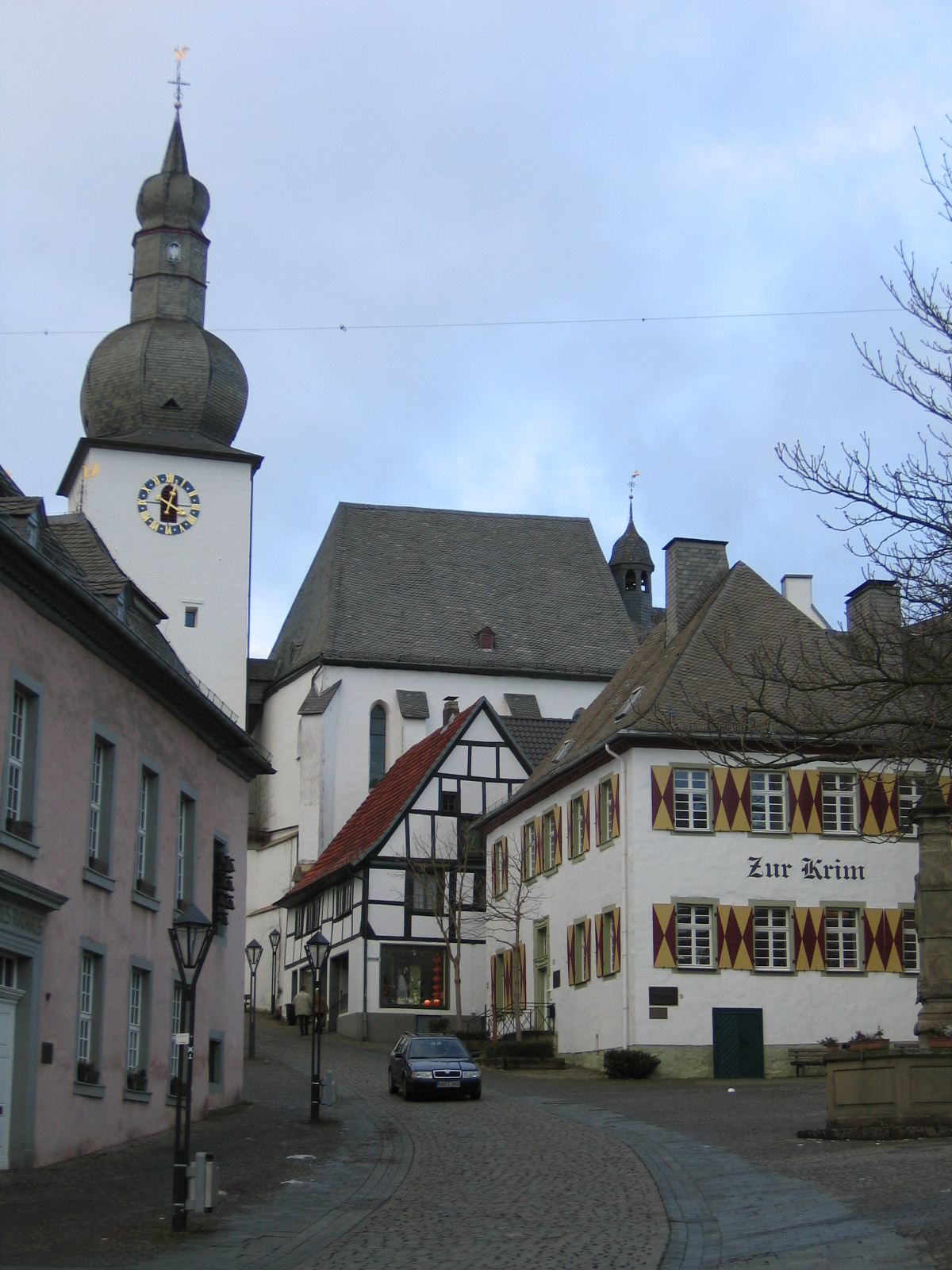
Oud stadscentrum
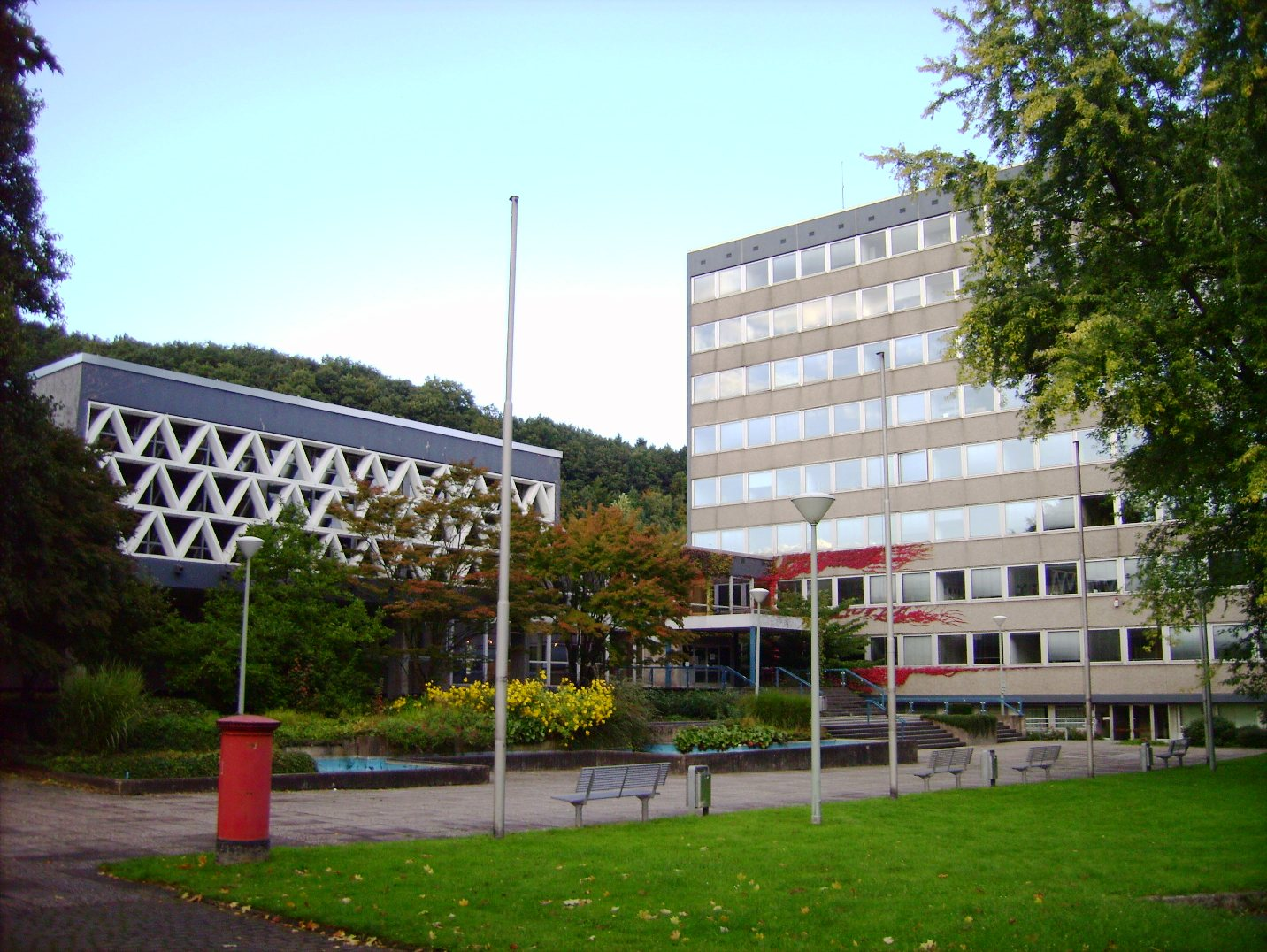
Gemeentehuis
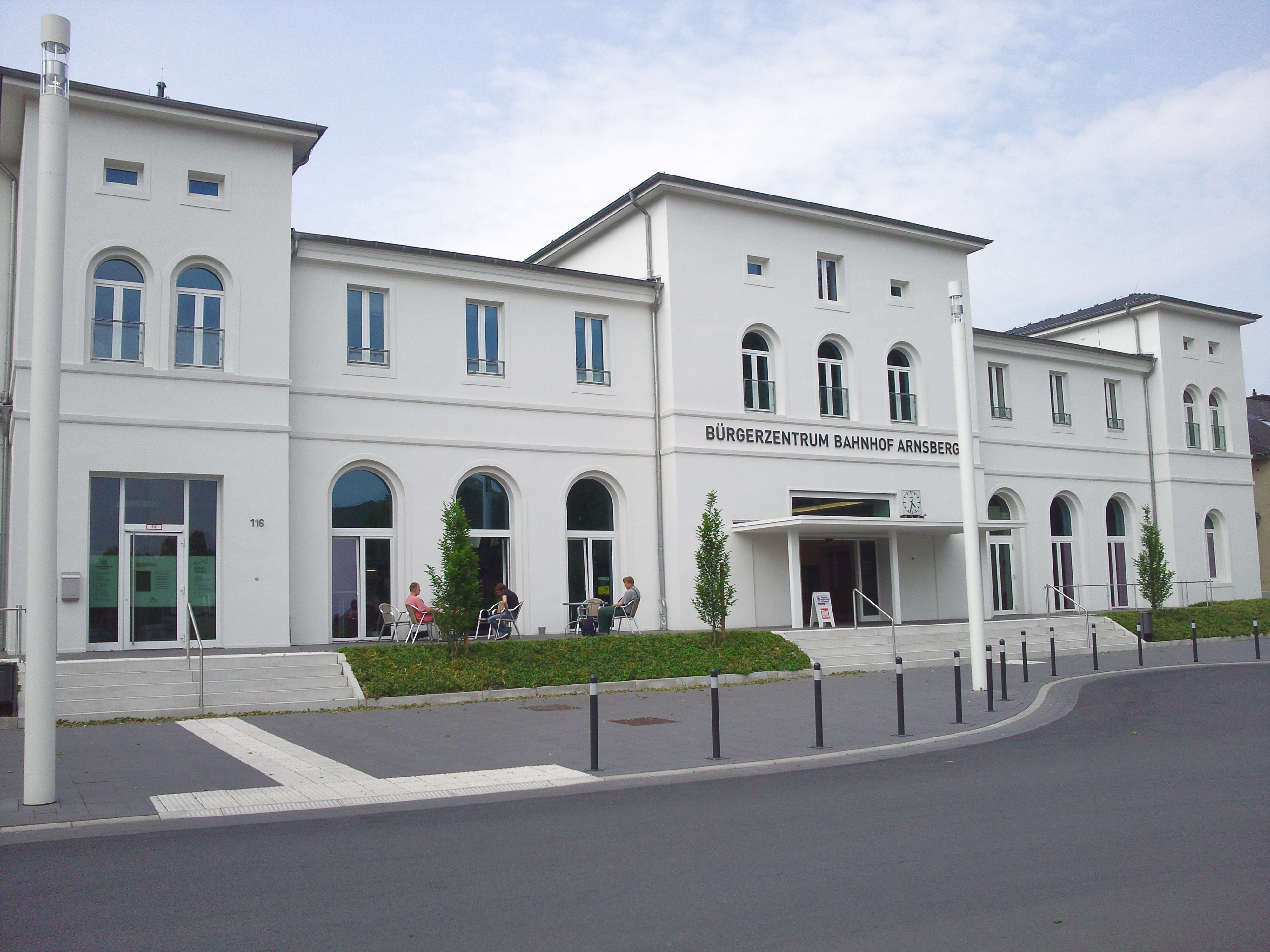
Station
Gezicht op Arnsberg

Arnsberg · Bestwig · Brilon · Eslohe · Hallenberg · Marsberg · Medebach · Meschede · Olsberg · Schmallenberg · Sundern · Winterberg
Andere hanzen: Vlaamse Hanze van Londen · Hanze der XVII steden